# Avenida del Cid (Valencia)

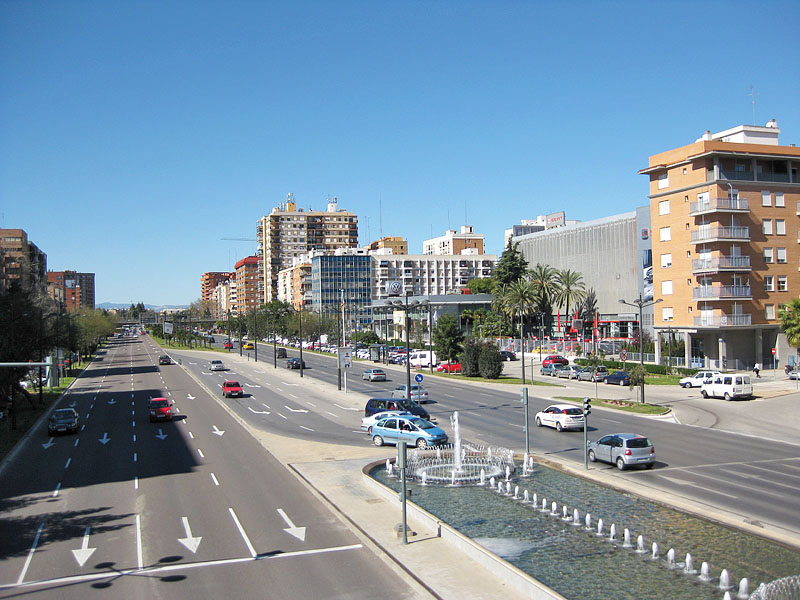
Vista de la Avenida del Cid en Valencia España.

La avenida del Cid (en valenciano avinguda del Cid) es una avenida de la ciudad de Valencia. Pertenece a las avenidas y grandes vías de Valencia. Tiene una gran capacidad teniendo de tres a cuatro carriles, un paso subterráneo por debajo de la avenida Tres Cruces y un paso elevado para peatones. Es donde finaliza la  A-3  (autovía del Este) en Valencia.
Fue inaugurada en 1972 por el ministro franquista de Obras Públicas, Gonzalo Fernández de la Mora. Anteriormente, durante los años 60 y 70 recibió el nombre de avenida de Castilla, por ser la avenida que comunicaba Valencia con Castilla-La Mancha. Recibe su nombre en honor a El Cid.
Nació como alternativa a la calle Quart de la ciudad de Valencia, que era la salida natural de la ciudad hacia el oeste, atravesando las Torres de Quart y pasando por el centro de las poblaciones de Mislata y Cuart de Poblet, dirección a la comarca histórica del Pla de Quart. La actual avenida formaba parte de la carretera N-III y se encontraba en las afueras de la ciudad.

## Trazado
Es uno de los ejes principales del distrito de Olivereta, al que atraviesa de este a oeste separando sus barrios. A su inicio limita con el barrio de Nou Moles en el norte y los de Tres Forques y Patraix al sur. Al superar su paso subterráneo separa los barrios de Soternes al norte y los de La Fuensanta y La Luz en el sur. Finaliza con el puente de Chirivella que limita al norte con el pueblo de Mislata, se encuentra en el término municipal de Chirivella y marca la entrada a la autovía A-3.
Empieza en la avenida Pérez Galdós, que formaba parte del trazado del antiguo Camino de Tránsitos de Valencia y que hacía de circunvalación a la ciudad. Actualmente ya está totalmente integrada como una avenida urbana. (Punto donde finalizaba la antigua  N-III ) Continúa recto y a la izquierda queda el Parque del Oeste de Valencia. Tras dar una ligera curva a la izquierda hay dos caminos:
1) El paso subterráneo por debajo de la avenida Tres Cruces.
2) El cruce con la avenida Tres Cruces por arriba.
Después, sigue recto y a la izquierda queda el Hospital General Universitario de Valencia. Continúa y finaliza en el puente de la  A-3  (Autovía del Este) sobre el Nuevo Cauce del Río Turia con el enlace con la  V-30  (Circunvalación de Valencia).

## Estaciones del Metro
Hay dos estaciones, Nou d’Octubre y estación de Avinguda del Cid, del Metro de Valencia que además es un final de trayecto de la línea 9 (antes lo era de la línea 5).
Nou d’Octubre (se encuentra frente a la ciudad administrativa 9 d’Octubre y del Hospital General Universitario de Valencia).
Líneas que operan en la estación:
- Línea 3 (Metrovalencia)

- Línea 5 (Metrovalencia)

- Línea 9 (Metrovalencia)

Avinguda del Cid (se encuentra enfrente del parque del oeste de Valencia).
Líneas que operan en la estación:
- Línea 3 (MetroValencia)

- Línea 5 (MetroValencia)

- Línea 9 (MetroValencia)